# 瓦勒雅尔贝
瓦勒雅尔贝（法語：Val-Jalbert，發音：[val ʒalbɛʁ]）位於加拿大的魁北克省，建於1901年，為境內保存得最完善的鬼鎮。

## 歷史
來自Lac-Bouchette的林業企業家達馬斯‧雅爾貝（Damase Jalbert）決定在维亚楚安瀑布（Chute Ouiatchouan）的下方興建一所製漿廠和他及員工的新家，城鎮瓦勒雅尔贝誕生。
1904年，雅爾貝逝世，製漿廠被美國人買進，由Julien-Édouard-Alfred Dubuc管理，直到1924年。這段時間是瓦勒雅尔贝發展急速，一度居住了幾百名員工。但不久，製漿廠因為被經濟問題而垮下來，被迫於1927年8月31日 關閉，整個村莊的員工都離開了，瓦勒雅尔贝成了被遺忘的鬼鎮。
一直到1970年，人們才再次留意瓦勒雅尔贝，不過，她仍然沒有出現荒廢的場面，大部分的房子和建築物(約70座)保留完整，所以政府設立了博物館。

## 瀑布
- 维亚楚安瀑布：72米高，位於莫林瀑布下方，可見到圣让湖和一個峽谷。
- 马利涅瀑布 (Chute Maligne)：49米高，位於维亚楚安瀑布上方。

## 設施
當地已經沒有永久居民，部分的設施被再建為博物館。
- 女修道院：為當地的孩子提供教育。
- 韦莱小姐之家（Madame Ouellet's House）
- 製漿廠
- 市場
- 郵局

## 外部連結
瓦勒雅尔贝官方網站（页面存档备份，存于）